# Francis Groux
 (janvier 2019).
Francis Groux (né le 28 juillet 1934 à Saint-Yrieix-sur-Charente) est avec Jean Mardikian et Claude Moliterni l'un des trois cofondateurs du Festival international de la bande dessinée d'Angoulême, dont la première édition eut lieu en 1974. Membre de l'association du festival depuis lors, il a dirigé le festival à plusieurs reprises et organisé de nombreuses expositions. À ce titre, c'est selon le critique Thierry Groensteen « une des personnes qui ont le plus activement contribué à écrire l'histoire de la bande dessinée contemporaine en France ».

## Biographie
Francis Groux naît le 28 juillet 1934 à Saint-Yrieix-sur-Charente, commune charentaise proche d'Angoulême. Dans son enfance, très marquée par son engagement dans le scoutisme, il est lecteur de l'hebdomadaire collaborationniste Téméraire durant la Seconde Guerre mondiale, puis de Coq hardi, Tintin, Vaillant ou encore Fillette après la Libération, bien que ses parents préfèrent qu'il lise des romans jeunesse. À l'adolescence, il s'éloigne de la bande dessinée. Après avoir effectué ses études secondaires au lycée privé Saint-Paul à Angoulême, il prépare sans succès le certificat d'études physiques, chimiques et biologiques à Bordeaux puis effectue l'essentiel de son service militaire à l'école d'enseignement technique de l'Armée de l'air à Saintes. Bien que le déclenchement de la Guerre d'Algérie ait fait passer son incorporation de quinze à vingt-sept mois, Groux reste en France métropolitaine, ce qui lui permet de se fiancer avec une amie d'enfance rencontrée dans le mouvement scout, Monique. 
À la fin des années 1950, il se remet à s'intéresser à la bande dessinée après que sa femme lui a acheté la version redessinée des Cigares du pharaon publiée en 1955 et il devient un « dingue de bande dessinée », parallèlement à une carrière professionnelle dans le secteur pétrolier à la Compagnie française des pétroles puis Streichenberger. Lecteur du mensuel de science-fiction Fiction, il suit avec attention au second semestre 1961 les échanges passionnés qui font suite à la publication d'un article du Suisse Pierre Strinati consacré aux publications en français des comics strips de science-fiction dans les années 1930 et débouchent sur la fondation du Club des bandes dessinées, premier groupe d'étude francophone consacré à la bande dessinée. Bien qu'il n'y adhère qu'en 1966, il suit avec attention ses publications (la revue Giff-Wiff et des rééditions), ainsi que celles d'un groupe concurrent fondé en 1964, la Socerlid. Lorsque celle-ci lance fin 1966 sa propre revue, Phénix, Groux se met à correspondre avec son rédacteur en chef, Claude Moliterni, ainsi qu'avec le belge André Leborgne, créateur du fanzine belge Ran Tan Plan. Il lit alors de très nombreux fanzines consacrés à la bande dessinée.
Désireux de partager sa passion pour la bande dessinée, Groux organise en 1969 dans deux Maison des jeunes et de la culture de la région angoumoisine une « Semaine de la bande dessinée ». Les expositions et débats, bien qu'improvisés, connaissent un certain succès. Dans les mois suivant, Groux continue à animer des soirées débat consacrées à la bande dessinée dans des MJC. En 1971, Groux écrit des articles sur Hergé pour Schtroumpf : Les Cahiers de la bande dessinée et Ran Tan Plan, puis un article sur Raymond Cazanave pour cette dernière revue en 1972.
À l'issue des élections municipales de 1971, Groux devient conseiller municipal d'Angoulême dans la majorité du maire Roland Chiron, qui souhaitait avoir sur sa liste des représentants du monde associatif. Groux avait accepté la proposition de cet homme de droite à condition de pouvoir s'occuper de la culture ou des affaires sociales et de pouvoir amener avec lui d'autres personnalités locales apolitiques. Devenu président des commissions des Affaires culturelles et des Affaires sociales, Groux se rapproche du maire-adjoint à la culture, Jean Mardikian. En juin 1972, ils organisent une manifestation culturelle pluridisciplinaire, Angoulême Art Vivant, à l'occasion de laquelle Groux fait présenter à Claude Moliterni devant une salle comble « un montage audiovisuel à base de reproduction de cases sur fond musical et son exposition à succès 10 millions d'images, centrée sur l'âge d'or américain ».
En novembre 1972, Groux et Mardikian organisent en concertation avec les librairies d'Angoulême et toujours grâce à l'aide de Moliterni une « Quinzaine de la bande dessinée » où plusieurs auteurs célèbres (de Franquin à Gotlib), viennent dédicacer au musée d'Angoulême les jeudi et samedi. Face au succès public et aux réactions positives des auteurs, Groux suggère à Moliterni de créer à Angoulême un festival inspiré par celui de Lucques, que Moliterni avait co-fondé en 1965 et qui était alors le principal festival de bande dessinée d'Europe, bien qu'il n'accueillît que quelques milliers de visiteurs. Moliterni accepte et fait inviter Groux et Mardikian à l'édition 1973 du festival de Lucques, où les organisateurs acceptent qu'un festival soit fondé à Angoulême sur le modèle du leur.  S'inspirant de ce modèle, tous trois lancent le festival international de la bande dessinée d'Angoulême, dont la première édition a lieu en janvier 1974 et qui connaît un succès immédiat. 

## Distinctions
- 2008 :  Commandeur de l'ordre des Arts et des Lettres[22]
- 2011 : prix de la reconnaissance au Festival international de la bande dessinée d'Alger[23].